# Chris Coghill
Christopher "Chris" Coghill (Mánchester; 11 de abril de 1975) es un actor y escritor inglés, más conocido por haber interpretado a Tony King en la serie británica EastEnders.

## Biografía
Chris es un gran fanático del Manchester United. En el 2008 Chris corrió el maratón de Londres en nombre de la central de Mánchester y del hospital de caridad de niños de Mánchester.
En abril de 2005 se casó con la actriz Lisa Faulkner, en Pembroke Lodge, en el Parque Richmond de Surrey y su luna de miel fue en Malasia; actualmente residen en Londres. En 2009 Chris y Lisa, tras los problemas de fertilidad de su esposa, decidieron adoptar una niña, Billie Coghill. A principios de 2012 la pareja se divorció.

## Carrera
Antes de convertirse en actor, Chris trabajó en bares en su ciudad natal y en Salford, también en el Loot - The Free Ads Paper.
Coghill ha realizado varios conciertos en el norte de Inglaterra en donde se presenta como Mc Coggers.
En 1999 apareció como invitado en el cuarto episodio de la segunda temporada de la serie Cold Feet donde dio vida a Zac.
Entre el 2001 y el 2003 participó en las series Heartbeat  y Burn It. Al año siguiente en el 2004 participó en la serie New Tricks y también escribió un episodio de la serie The Bill en el 2006. En el 2005 se unió al elenco recurrente de la serie Shameless donde interpretó a Craig hasta el 2006.
En el 2007 apareció en Holby Blue, al año siguiente apareció en las series Hotel Babylon y en Secret Diary of a Call Girl como Kai Felton. Ese mismo año apareció en un episodio de la serie Waterloo Road.
Chris apareció en algunas películas como The Banker, Molly's Idle Ways, 24 Hour Party People. 
En septiembre del 2008 Chris obtuvo su papel más importante en la televisión cuando se unió al elenco de la serie EastEnders, donde interpretó a Tony King el novio pedófilo de Bianca Jackson, hasta diciembre del mismo año después de que su personaje fuera arrestado luego de que Whitney Dean la hija adoptiva de Bianca finalmente le contara a su madre que Tony y ella habían tenido relaciones desde que Whitney tenía doce años.
En el 2009 participó en la serie médica The Royal donde interpretó al conductor de ambulancias Bobby Sheridan. 
En el 2012 apareció como invitado en la serie británica Holby City donde interpretó a Howard Davies en el episodio "What You Wish For", anteriormente había aparecido por primera vez en la serie en el 2002 donde dio vida a Ash Hillier durante el episodio "Sweet Love Remembered".
En 2017 apareció como invitado en el cuarto episodio de la cuarta temporada de la serie Line of Duty donde interpretó al oficial forense Kevin Gill.

## Filmografía

### Series de televisión
| Año         | Título                      | Personaje         | Notas                               |
| ----------- | --------------------------- | ----------------- | ----------------------------------- |
| 2017        | Line of Duty                | Kevin Gill        | episodio # 4.4                      |
| 2013        | Lawless                     | Clay Reilly       | -                                   |
| 2012        | Holby City                  | Howard Davies     | episodio "What You Wish For"        |
| 2011        | Hollyoaks Later             | Johnny            | -                                   |
| 2011        | Inspector George Gently     | Hogge             | episodio "Gently Through the Woods" |
| 2008 - 2009 | EastEnders                  | Tony King         | 35 episodios                        |
| 2009        | Blue Murder                 | Liam Whittick     | episodio "This Charming Man"        |
| 2008 - 2009 | The Royal                   | Bobby Sheridan    | 4 episodios                         |
| 2009        | Who'll Age Worst            | Narrador          | 7 episodios                         |
| 2008        | Secret Diary of a Call Girl | Kai               | episodio # 2.1                      |
| 2007 - 2008 | Holby Blue                  | Roger Cooper      | 3 episodios                         |
| 2003 - 2008 | Doctors                     | Mark Sturridge    | 2 episodios                         |
| 2007        | Hotel Babylon               | Dan Edwards       | episodio # 2.7                      |
| 2005 - 2006 | Shameless                   | Craig             | 5 episodios                         |
| 2006        | The Bill                    | Matt Finney       | episodio "385"                      |
| 2004        | Early Doors                 | Chris             | episodio # 2.6                      |
| 2004        | New Tricks                  | Christopher Wells | episodio # 1.6                      |
| 2003        | Burn It                     | Carl Redmond      | episodio # 1.6                      |
| 2001        | Heartbeat                   | Des               | episodio "The Long Weekend"         |
| 1999        | Cold Feet                   | Zac               | episodio # 2.4                      |

### Películas
| Año  | Título               | Personaje        | Notas                                                                       |
| ---- | -------------------- | ---------------- | --------------------------------------------------------------------------- |
| 2012 | Spike Island         | Tío Hairy        | junto a Elliott Tittensor, Nico Mirallegro, Emilia Clarke y Lesley Manville |
| 2011 | Junkhearts           | Banquero         | junto a Romola Garai                                                        |
| 2010 | Honeymooner          | Ben              | junto a Lisa Faulkner                                                       |
| 2010 | Freedom Day          | Vince            | corto                                                                       |
| 2009 | Nowhere Boy          | Cunard Yank      | junto a Kristin Scott Thomas                                                |
| 2006 | Magnolia             | Terry            | junto a Ralph Ineson, Chris Bisson, Shobna Gulati y Dave Spikey             |
| 2006 | Someone Else         | Matt             | junto a Shaun Dingwall, Lydia Fox, Stephen Mangan y Hugo Chamberlain        |
| 2005 | Legless              | -                | -                                                                           |
| 2004 | The Banker           | Hombre Sonriente | corto - junto a Michael Sheen                                               |
| 2002 | 24 Hour Party People | Bailarín         | junto a Steve Coogan, Shirley Henderson y Andy Serkis                       |

### Escritor
| Año  | Programa   | Notas                    |
| ---- | ---------- | ------------------------ |
| 2008 | New Tricks | episodio "Final Curtain" |

## Premios y nominaciones
| Año  | Categoría                           | Premio                                     | Serie/Película | Resultado |
| ---- | ----------------------------------- | ------------------------------------------ | -------------- | --------- |
| 2010 | Villian of the Year                 | British Soap Award                         | EastEnders     | Nominado  |
| 2009 | Villain of the Year                 | British Soap Award                         | EastEnders     | Nominado  |
| 2003 | Best Performance In A Network Drama | Royal Television Society North West Awards | Burn It        | Nominado  |
| 2003 | Best New Writer                     | British Academy Television Award           | Clocking Off   | Nominado  |